# Money Trees
Money Trees è un brano musicale del rapper statunitense Kendrick Lamar, pubblicato come quinta traccia nel secondo album in studio Good Kid, MAAD City. La traccia ha visto la collaborazione del rapper Jay Rock.

## Descrizione
La canzone, prodotta da DJ Dahi, presenta i cori della cantante statunitense Anna Wise e un campione della canzone dei Beach House Silver Soul, tratta dal loro album del 2010 Teen Dream.
Il 2 giugno 2015, Jay Rock ha pubblicato il sequel del brano, intitolato Money Trees Deuce senza la partecipazione di Lamar.

## Accoglienza
La canzone ha ricevuto un grande plauso dalla rivista XXL soprattutto per la strofa rappata da Jay Rock.
Anche Complex ha elogiato la strofa di Rock, classificandola come decima tra migliori versi del 2012 eseguiti da artisti ospiti in un brano. Ernest Baker e Andrew Martin hanno definito la parte «stellare», aggiungendo che il verso «parla di una vita criminale che si scontra con una persona affranta e distrutta dalla povertà».

## Successo commerciale
Nonostante il brano non fosse stato pubblicato come singolo, la canzone è rimasta sette settimane nelle classifiche statunitensi e ha raggiunto il numero 119 nella classifica Hot 100 degli Stati Uniti.

## Tracce
Testi e musiche di Kendrick Duckworth, Dacoury Natche, Mutale Simfukwe, Johnny McKinzie, Victoria Legrand, Alex Scally.
1. Money Trees – 6:27

## Classifiche

### Classifiche settimanali
| Classifica (2012-25)      | Posizione massima |
| ------------------------- | ----------------- |
| Australia                 | 53                |
| Grecia                    | 36                |
| Lituania                  | 91                |
| Nuova Zelanda             | 24                |
| Stati Uniti               | 119               |
| Stati Uniti (R&B/Hip-hop) | 35                |

### Classifiche di fine anno
| Classifica (2022) | Posizione |
| ----------------- | --------- |
| Lituania          | 94        |
| Classifica (2023) | Posizione |
| Australia         | 89        |
| Islanda           | 64        |